# دفا 302 (فيلم هندي)
دفا 302 (فيلم هندي باللغة الهندية، من إخراج تشاند عام 1975، وبطولة ريكا وراندير كابور. يتتبع الفيلم موهان لال وهو يحاول إنقاذ صاحب عمل شقيقه المحكوم عليه بقتله، بينما يحاول العثور على الجاني الحقيقي. يشير عنوان الفيلم إلى القسم 302 (قسم القتل) من قانون العقوبات الهندي.

## الممثلين
- راندير كابور في دور شانكار / موهان لال
- ريكا في دور راجكوماري ريكا ديفي
- بريمناث في دور راجا كاران سينغ
- بيندو في دور كاميني
- أرونا إيراني
- روبيش كومار في دور جيردهاري
- أجيت في دور ساكسينا
- أشوك كومار
- تشاندراشيخار في دور الطبيب
- موهان شوتي في دور ديليب خانا
- فريال كراقصة/مغنية
- جاجانان جاغيردار في دور القاضي
- مراد كـ DIG
- مادان بوري كمفتش عام للشرطة
- جاغديش راج في دور ساتيش
- أسيت سين في دور رامو

## الموسيقى التصويرية
الأغاني من تأليف Laxmikant–Pyarelal، في حين أن جميع الأغاني من تأليف Indeevar.
1. "تو ميرا رام مين لاخان تيرا" - كيشور كومار
2. "ديل تو ديل هاي فول بهي تودا ناهي هاي" - مانا داي ، سومان كاليانبور
3. "كيا لينج آب كوتش إلى لينا باديجا" - آشا بهوسل
4. "هيماتوالا ميري دولي لو جاييجا" - آشا بهوسل
5. "بانتشي فاس جايا جال مي" - لاتا مانجيشكار
6. "تو ميرا رام مين لاخان تيرا (حزين)" - كيشور كومار

## روابط خارجية
- دفا 302  في قاعدة بيانات الأفلام على الإنترنت (بالإنجليزية)